# Echiodon neotes
Echiodon neotes is een straalvinnige vissensoort uit de familie van parelvissen (Carapidae). De wetenschappelijke naam van de soort is voor het eerst geldig gepubliceerd in 1990 door Markle & Olney.